# Bundesstraße 231
Pour les articles homonymes, voir Route 231.
La Bundesstraße 231 est une Bundesstraße du Land de Rhénanie-du-Nord-Westphalie.

## Histoire
Jusqu'à fin 2006, l'itinéraire conduit à Duisbourg. L'ancienne partie entre Duisbourg-Wanheimerort par Duisbourg-Dümpten et Oberhausen-Alstaden jusqu'au point de départ actuel est déclassée en une Landstraße, la Landstraße 1.
La partie entre Frintrop et Westviertel longe le tramway d'Essen.

## Source
- (de) Cet article est partiellement ou en totalité issu de l’article de Wikipédia en allemand intitulé « Bundesstraße 231 » (voir la liste des auteurs).